# Како су козаци чорбу кухали
Како су козаци чорбу кухали је 1. епизода цртаног филма Козаци. Снимљена је 1967. године. Режисер је био Владимир Дахно.

## Кратак садржај
Око, Греј и Тур су правили чорбу. Нису имали дувана за луле. Око је примјетио да је у близини непријатељ и да са собом носи дуван. Кренуо је да им узме дуван, али без оружја. Непријатељ га је заробио и одвео у свој град. Греј и Тур су кренули да га ослободе. Док се Тур борио са непријатељима, Греј је ослободио Ока и остале заробљене козаке. Заједно су ушли у брод непријатеља, узели дуван и вратили се кући.